# Boiling Lake
Boiling Lake (Wrzące Jezioro) – gorące jezioro wulkaniczne na Dominice, w parafii świętego Patryka, na obszarze Parku Narodowego Morne Trois Pitons, wpisanego na listę światowego dziedzictwa UNESCO, 8 km na wschód od Roseau – stolicy państwa. Jest drugim co do wielkości gorącym zbiornikiem na świecie po nowozelandzkim Frying Pan.
Przybliżona powierzchnia jeziora to 0,28 ha. Głębokości nie da się jednoznacznie określić, gdyż stale zmienia ono swój poziom. Temperatura wody zależy od ilości opadów i aktywności ekshalacji wulkanicznych. Przy brzegu oscyluje w granicach od +80 do +90°C. W części centralnej jeziora, przy normalnym poziomie wody, tworzą się strefy, w których woda ciągle wrze. 
Jezioro znajduje się na zboczach wulkanu Morne Watt. Powstało w wyniku wypełnienia krateru wulkanicznego wodami opadowymi oraz strumieniami spływającymi po stokach. Wysoka temperatura zbiornika jest efektem położenia na jego dnie fumaroli, czyli typu ekshalacji wulkanicznych, polegających na wydostawaniu się przez skorupę ziemską różnego rodzaju gazów o temperaturze kilkuset stopni Celsjusza. W okresie zwiększonej aktywności fumaroli nad jeziorem tworzą się kłęby pary, zawierającej m.in. dwutlenek węgla, dwutlenek siarki i siarkowodór w różnym stężeniu. 4 stycznia 1880 roku w pobliżu jeziora, w Valley of Desolation (Dolinie Spustoszenia), miała miejsce erupcja freatyczna, w wyniku której poziom wody w jeziorze obniżył się do około 12-15 stóp (3,56-4,56 m).
28 grudnia 2004 roku zaobserwowano niemal całkowicie pusty krater, bez aktywności fumaroli, wewnątrz którego temperatura wynosiła +20°C. Dwa tygodnie później jezioro z powrotem powróciło do normalnego poziomu. 10 lutego 2005 roku jezioro ponownie było prawie zupełnie puste, ale już dnia następnego odnotowano wypełnienie się zbiornika.
Istnienie jeziora pod raz pierwszy odnotowali w 1870 r. E. Watt i H. Nicholls, dwaj Anglicy pracujący w tamtym czasie na Dominice. W 1875 r. zlecono zbadanie zbiornika botanikowi H. Prestoe i H. Nichollsowi. Zmierzyli oni wówczas temperaturę wody wzdłuż krawędzi. Otrzymali wyniki w zakresie od 180-197°F (+82 do +92°C). Nie dokonali pomiaru temperatury na środku jeziora, gdzie woda wrzała. Głębokość oszacowali na więcej niż 195 stóp (59 m).
W 1901 r., w okresie niskiego poziomu wody, nad jeziorem zmarły dwie osoby, prawdopodobnie w wyniku uduszenia się dwutlenkiem węgla.